# Golpe de Estado de diciembre de 1917

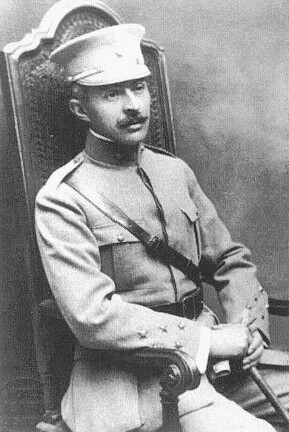
Fotografía de Sidónio Pais

Un golpe de Estado de carácter militar tuvo lugar en la República Portuguesa el 5 de diciembre de 1917, cuando un grupo de 250 militares encabezados por Sidónio Pais, catedrático, político y militar con un pasado vinculado a los republicanos conservadores, llevó a cabo una revuelta armada que derrocó al gobierno republicano. Los enfrentamientos se extendieron hasta la madrugada del día 8, cuando el gobierno —que se encontraba en creciente aislamiento y con la opinión pública en contra a finales de 1917— colapsó y presentó su renuncia a Bernardino Machado, presidente de la República, instaurándose una Junta Revolucionaria de Gobierno presidida por Sidónio Pais.
El jefe de gobierno («presidente del Ministerio») Afonso Costa fue detenido en Oporto mientras que Bernardino Machado consiguió huir del país el 15 de diciembre. A lo largo del año 1918 se pondrían las bases de una nueva estructura del estado con un sistema presidencialista, adóptandose igualmente la «solución corporativa»; Pais gobernaría idolatrado como «Presidente-Rey» hasta su muerte en diciembre de 1918. Se ha destacado que el régimen sidonista anticipó varias medidas emprendidas posteriormente por las dictaduras totalitarias europeas del período de entreguerras.